# Autauga County
Autauga County är ett county i den amerikanska delstaten Alabama. Countyt uppskattades 2012 ha 55 514 invånare. Den administrativa huvudorten (county seat) är Prattville.
Countyt har fått sitt namn efter Autauga Creek, som rinner genom countyt. Ordet "Autauga" kommer från indianbyn Atagi, som låg där Autauga Creek rinner ut i Alabamafloden.
Countyt ingår i Montgomerys storstadsområde (metropolitan statistical area).

## Historia
Autauga County grundades den 21 november 1818 som en utbrytning ur Montgomery County. 1820 utökades countyts område i norr och nordväst. 1866 togs en del av countyt i anspråk för att bilda Elmore County och 1868 togs en ytterligare del i anspråk för att bilda Baker County, som senare döptes om till Chilton County.
Countyts första huvudort från 1819 var Washington, som låg på samma plats som indianbyn Atagi. 1830 gjordes i stället Kingston till huvudort. Först 1868 gjordes Prattville till huvudort.

## Geografi
Autauga County ligger i centrala Alabama och har en area på cirka 1 565 km² (2013), vilket ungefär motsvarar Linköpings kommun.

### Angränsande countyn
- Chilton County - norr
- Elmore County - öster
- Montgomery County - sydost
- Lowndes County - söder
- Dallas County - väster

## Större orter
| - Millbrook (del av) - Prattville (del av) | - Autaugaville - Billingsley | - Marbury - Pine Level |

## Kända personer
- Wilson Pickett, sångare/låtskrivare